# Holiday Night
Holiday Night (en hangul, 홀리데이 나잇) es el sexto álbum de estudio coreano del grupo femenino surcoreano Girls' Generation. Fue publicado digitalmente el 4 de agosto de 2017 y físicamente el 7 de agosto de 2017 por S.M. Entertainment y distribuido por Genie Music. Marcando el décimo aniversario debut del grupo, el álbum contiene diez canciones incluyendo los sencillos: «All Night» y «Holiday».

## Antecedentes y composición
Holiday Night consta de diez canciones de varios géneros. El primer sencillo «All Night» fue escrito por Kenzie, que escribió el sencillo debut del grupo «Into the New World», mientras que el segundo sencillo «Holiday» fue coescrito por la integrante Seohyun, quien también escribió la canción «Sweet Talk». Otra canción titulada «It's You», es un tributo a los fanáticos del grupo, fue escrita por la integrante Yuri.

## Lanzamiento y promoción
El 4 de julio de 2017, se anunció que Girls' Generation lanzaría su sexto álbum de estudio en agosto de 2017 para conmemorar el décimo aniversario del grupo. El 27 de julio, se reveló que el título sería Holiday Night, referente a sus sencillos. El álbum y los vídeos musicales de los sencillos fueron lanzados digitalmente el 4 de agosto, mientras que el álbum físico se publicó el 7 de agosto de 2017.
Para celebrar su aniversario, Girls' Generation celebró un encuentro de fanes titulado «Holiday to Remember» el 5 de agosto de 2017 en el Parque Olímpico de Seúl, donde interpretaron «Holiday», «All Night» y «One Last Time» por primera vez. El grupo comenzará a interpretar los sencillos en los programas de televisión de Corea del Sur a partir del 10 de agosto de 2017.

## Rendimiento comercial
Holiday Night vendió más de 90.000 copias una semana después de su lanzamiento, superando a The Boys como el álbum en coreano de Girls' Generation que más rápido se vendió. Debutó en lo más alto de las Billboard World Album chart, y alcanzó el número 2 en la Gaon Album Chart surcoreana. Fue el 18.º álbum más vendido de 2017 con 167.638 copias físicas.

## Lista de canciones
| Holiday Night |                    |                            |                                                                      |          |  |
| N.º           | Título             | Letras                     | Música                                                               | Duración |  |
| 1.            | «Girls Are Back»   | Jo Yoon Kyung, Im Jung Hyo | Deez, Anne Judith Stokke, Wik Che, Jamal Pope                        | 3:31     |  |
| 2.            | «All Night»        | Kenzie                     | Ollipop, Daniel Caesar, Ludwig Lindell, Hayley Aitken, Caesar & Loui | 3:46     |  |
| 3.            | «Holiday»          | Seohyun, JQ, Kim Hye Jung  | Lawrence Lee, Marta Grauers, Louise Frick Sveen                      | 3:24     |  |
| 4.            | «Fan»              | Kenzie                     | Kenzie                                                               | 3:56     |  |
| 5.            | «Only One»         | January 8                  | Andreas Öberg, Maria Marcus, Gustav Karlstrom                        | 3:22     |  |
| 6.            | «One Last Time»    | Mafly, Lee Hee Ju          | Mike Woods, Kevin White, Andrew Bazzi, MZMC, Rice n' Peas            | 3:40     |  |
| 7.            | «Sweet Talk»       | Seohyun                    | Wassily Gradovsky, Carolyn Jordan, Alice Penrose, Mussashi           | 3:26     |  |
| 8.            | «Love is Bitter»   | Hwang Hyun                 | Hwang Hyun, Mayu Wakisaka                                            | 3:43     |  |
| 9.            | «It's You»         | Yuri                       | Kevin Charge, Claire Rodrigues Lee                                   | 3:59     |  |
| 10.           | «Light Up the Sky» | Kenzie                     | Kenzie, Erik Lidbom                                                  | 4:01     |  |
| 37:01         |                    |                            |                                                                      |          |  |

## Charts
| Chart (2017)                                       | Peak position |
| -------------------------------------------------- | ------------- |
| Australia Australian Digital Albums (ARIA)         | 30            |
| Francia French Digital Albums (SNEP)               | 58            |
| Japón (Billboard Japan)                            | 19            |
| Japón (Oricon)                                     | 16            |
| Nueva Zelanda New Zealand Heatseeker Albums (RMNZ) | 6             |
| Corea del Sur (Gaon)                               | 2             |
| Estados Unidos (Top Heatseekers Albums)            | 5             |
| Estados Unidos (World Albums)                      | 1             |

## Ventas
| País                 | Ventas  |
| -------------------- | ------- |
| Corea del Sur (Gaon) | 167,638 |

## Historial de lanzamiento
| Región        | Fecha               | Formato          | Distribuidora                   |
| ------------- | ------------------- | ---------------- | ------------------------------- |
| Mundo         | 4 de agosto de 2017 | Descarga digital | S.M. Entertainment, Genie Music |
| Corea del Sur | 7 de agosto de 2017 | CD               | S.M. Entertainment, Genie Music |